# Алистратов, Данила Викторович
Дани́ла Ви́кторович Алистра́тов (род. 30 октября 1990, Челябинск) — российский хоккеист, вратарь. Бронзовый призёр молодёжного чемпионата мира 2009 года. Внук бывшего губернатора Челябинской области Петра Сумина.

## Карьера
Воспитанник ДЮСШ челябинского «Трактора» («Трактор-90»), играл в команде с Войновым, Лазаревым, Костромитиным, Климонтовым). Первый тренер — Станислав Шадрин. В сезоне 2007/08 дебютировал в составе главной команды, став основным вратарём команды после травмы Сергея Мыльникова. Играл под номером 74 (код Челябинской области). Выступал в юниорской и молодёжной сборных России по хоккею. 8 июня 2011 года подписал контракт с чеховским «Витязем», 25 июня 2012 года было объявлено о прекращении контракта.
Живёт в Челябинске, занимается бизнесом.

## Достижения
- Бронзовый призёр молодёжного чемпионата мира: 2009